# Lista över fornlämningar i Gotlands kommun (Fole)
Lista över fornlämningar i Gotlands kommun (Fole) är en förteckning av ett urval av de fornlämningar som finns i Fole i Gotlands kommun.
| Namn         | Lämningstyp                      | Tillkomsttid | Historisk indelning | Plats | Läge                 | ID-nr          | Bild                                 |
| ------------ | -------------------------------- | ------------ | ------------------- | ----- | -------------------- | -------------- | ------------------------------------ |
| Fole 2:1     | Stensättning                     |              | Fole, Gotland       |       | 57.646465, 18.499837 | 10091700020001 | Ladda upp en bild av detta fornminne |
| Fole 3:1     | Bildristning                     |              | Fole, Gotland       |       | 57.645605, 18.507246 | 10091700030001 | Ladda upp en bild av detta fornminne |
| Fole 4:1     | Husgrund, förhistorisk/medeltida |              | Fole, Gotland       |       | 57.631732, 18.487571 | 11000000000736 | Ladda upp en bild av detta fornminne |
| Fole 5:1     | Stensättning                     |              | Fole, Gotland       |       | 57.622995, 18.494267 | 10091700050001 | Ladda upp en bild av detta fornminne |
| Fole 6:1     | Stensättning                     |              | Fole, Gotland       |       | 57.623275, 18.494888 | 10091700060001 | Ladda upp en bild av detta fornminne |
| Fole 7:1     | Stenkrets                        |              | Fole, Gotland       |       | 57.623446, 18.495155 | 10091700070001 | Ladda upp en bild av detta fornminne |
| Fole 7:2     | Grav markerad av sten/block      |              | Fole, Gotland       |       | 57.623493, 18.495133 | 10091700070002 | Ladda upp en bild av detta fornminne |
| Fole 8:1     | Stenkrets                        |              | Fole, Gotland       |       | 57.638707, 18.518261 | 10091700080001 | Ladda upp en bild av detta fornminne |
| Fole 8:2     | Stensättning                     |              | Fole, Gotland       |       | 57.638629, 18.518170 | 10091700080002 | Ladda upp en bild av detta fornminne |
| Fole 8:3     | Stenkrets                        |              | Fole, Gotland       |       | 57.638266, 18.518065 | 10091700080003 | Ladda upp en bild av detta fornminne |
| Fole 8:4     | Stenkrets                        |              | Fole, Gotland       |       | 57.637970, 18.518022 | 10091700080004 | Ladda upp en bild av detta fornminne |
| Fole 9:1     | Stensättning                     |              | Fole, Gotland       |       | 57.639626, 18.523558 | 10091700090001 | Ladda upp en bild av detta fornminne |
| Fole 9:2     | Stenkrets                        |              | Fole, Gotland       |       | 57.639545, 18.523480 | 10091700090002 | Ladda upp en bild av detta fornminne |
| Fole 10:1    | Gravfält                         |              | Fole, Gotland       |       | 57.622624, 18.509519 | 10091700100001 | Ladda upp en bild av detta fornminne |
| Fole 11:1    | Gravfält                         |              | Fole, Gotland       |       | 57.623647, 18.514383 | 10091700110001 | Ladda upp en bild av detta fornminne |
| Fole 12:1    | Stensättning                     |              | Fole, Gotland       |       | 57.625814, 18.514419 | 10091700120001 | Ladda upp en bild av detta fornminne |
| Fole 13:1    | Stensättning                     |              | Fole, Gotland       |       | 57.625612, 18.515125 | 10091700130001 | Ladda upp en bild av detta fornminne |
| Fole 14:1    | Stensättning                     |              | Fole, Gotland       |       | 57.625845, 18.514914 | 10091700140001 | Ladda upp en bild av detta fornminne |
| Fole 15:1    | Stenkammargrav                   |              | Fole, Gotland       |       | 57.626129, 18.515713 | 10091700150001 | Ladda upp en bild av detta fornminne |
| Fole 16:1    | Husgrund, förhistorisk/medeltida |              | Fole, Gotland       |       | 57.627705, 18.516038 | 11000000000739 | Ladda upp en bild av detta fornminne |
| Fole 18:1    | Husgrund, förhistorisk/medeltida |              | Fole, Gotland       |       | 57.629503, 18.510748 | 10091700180001 | Ladda upp en bild av detta fornminne |
| Fole 18:2    | Husgrund, förhistorisk/medeltida |              | Fole, Gotland       |       | 57.629906, 18.510957 | 10091700180002 | Ladda upp en bild av detta fornminne |
| Fole 19:1    | Gravfält                         |              | Fole, Gotland       |       | 57.630773, 18.510041 | 10091700190001 | Ladda upp en bild av detta fornminne |
| Fole 20:1    | Röse                             |              | Fole, Gotland       |       | 57.633142, 18.511314 | 10091700200001 | Ladda upp en bild av detta fornminne |
| Fole 21:1    | Husgrund, förhistorisk/medeltida |              | Fole, Gotland       |       | 57.644127, 18.524748 | 11000000000742 | Ladda upp en bild av detta fornminne |
| Fole 21:2    | Husgrund, förhistorisk/medeltida |              | Fole, Gotland       |       | 57.644063, 18.525368 | 11000000000743 | Ladda upp en bild av detta fornminne |
| Fole 22:1    | Husgrund, förhistorisk/medeltida |              | Fole, Gotland       |       | 57.642753, 18.526047 | 10091700220001 | Ladda upp en bild av detta fornminne |
| Fole 23:1    | Husgrund, förhistorisk/medeltida |              | Fole, Gotland       |       | 57.642441, 18.524815 | 10091700230001 | Ladda upp en bild av detta fornminne |
| Fole 25:1    | Husgrund, förhistorisk/medeltida |              | Fole, Gotland       |       | 57.647378, 18.518602 | 10091700250001 | Ladda upp en bild av detta fornminne |
| Fole 28:1    | Röse                             |              | Fole, Gotland       |       | 57.671672, 18.586381 | 10091700280001 | Ladda upp en bild av detta fornminne |
| Fole 29:1    | Stensättning                     |              | Fole, Gotland       |       | 57.663234, 18.602524 | 10091700290001 | Ladda upp en bild av detta fornminne |
| Fole 29:2    | Stensättning                     |              | Fole, Gotland       |       | 57.663359, 18.602574 | 10091700290002 | Ladda upp en bild av detta fornminne |
| Fole 29:3    | Stensättning                     |              | Fole, Gotland       |       | 57.663498, 18.602654 | 10091700290003 | Ladda upp en bild av detta fornminne |
| Fole 33:1    | Stensättning                     |              | Fole, Gotland       |       | 57.665059, 18.600394 | 10091700330001 | Ladda upp en bild av detta fornminne |
| Fole 34:1    | Stensättning                     |              | Fole, Gotland       |       | 57.667068, 18.600902 | 10091700340001 | Ladda upp en bild av detta fornminne |
| Fole 35:1    | Stensättning                     |              | Fole, Gotland       |       | 57.666742, 18.599837 | 10091700350001 | Ladda upp en bild av detta fornminne |
| Fole 36:1    | Gravfält                         |              | Fole, Gotland       |       | 57.667338, 18.587589 | 10091700360001 | Ladda upp en bild av detta fornminne |
| Fole 37:1    | Gravfält                         |              | Fole, Gotland       |       | 57.668887, 18.583124 | 10091700370001 | Ladda upp en bild av detta fornminne |
| Fole 41:1    | Stensättning                     |              | Fole, Gotland       |       | 57.661647, 18.540415 | 10091700410001 | Ladda upp en bild av detta fornminne |
| Fole 42:1    | Stensättning                     |              | Fole, Gotland       |       | 57.660984, 18.540258 | 10091700420001 | Ladda upp en bild av detta fornminne |
| Fole 42:2    | Stensättning                     |              | Fole, Gotland       |       | 57.661152, 18.540270 | 10091700420002 | Ladda upp en bild av detta fornminne |
| Fole 44:1    | Hällristning                     |              | Fole, Gotland       |       | 57.667237, 18.566295 | 10091700440001 | Ladda upp en bild av detta fornminne |
| Fole 45:1    | Stensättning                     |              | Fole, Gotland       |       | 57.665842, 18.567458 | 10091700450001 | Ladda upp en bild av detta fornminne |
| Fole 46:1    | Stensättning                     |              | Fole, Gotland       |       | 57.664934, 18.569080 | 10091700460001 | Ladda upp en bild av detta fornminne |
| Fole 46:2    | Röse                             |              | Fole, Gotland       |       | 57.664761, 18.569106 | 10091700460002 | Ladda upp en bild av detta fornminne |
| Fole 47:1    | Husgrund, förhistorisk/medeltida |              | Fole, Gotland       |       | 57.660638, 18.580370 | 10091700470001 | Ladda upp en bild av detta fornminne |
| Fole 49:1    | Husgrund, förhistorisk/medeltida |              | Fole, Gotland       |       | 57.658184, 18.576322 | 10091700490001 | Ladda upp en bild av detta fornminne |
| Fole 50:1    | Gravfält                         |              | Fole, Gotland       |       | 57.659922, 18.570823 | 10091700500001 | Ladda upp en bild av detta fornminne |
| Fole 51:1    | Stensättning                     |              | Fole, Gotland       |       | 57.658498, 18.559574 | 10091700510001 | Ladda upp en bild av detta fornminne |
| Fole 53:1    | Röse                             |              | Fole, Gotland       |       | 57.657534, 18.559348 | 10091700530001 | Ladda upp en bild av detta fornminne |
| Fole 54:1    | Stensättning                     |              | Fole, Gotland       |       | 57.654001, 18.543785 | 10091700540001 | Ladda upp en bild av detta fornminne |
| Fole 55:1    | Stensättning                     |              | Fole, Gotland       |       | 57.653898, 18.545021 | 10091700550001 | Ladda upp en bild av detta fornminne |
| Fole 56:1    | Gravfält                         |              | Fole, Gotland       |       | 57.652707, 18.547127 | 10091700560001 | Ladda upp en bild av detta fornminne |
| Fole 57:1    | Gravfält                         |              | Fole, Gotland       |       | 57.651771, 18.545695 | 10091700570001 | Ladda upp en bild av detta fornminne |
| Fole 60:1    | Gravfält                         |              | Fole, Gotland       |       | 57.649711, 18.545926 | 10091700600001 | Ladda upp en bild av detta fornminne |
| Fole 61:1    | Stensättning                     |              | Fole, Gotland       |       | 57.647991, 18.546031 | 10091700610001 | Ladda upp en bild av detta fornminne |
| Fole 61:2    | Grav markerad av sten/block      |              | Fole, Gotland       |       | 57.647757, 18.545976 | 10091700610002 | Ladda upp en bild av detta fornminne |
| Fole 61:3    | Grav markerad av sten/block      |              | Fole, Gotland       |       | 57.647656, 18.545981 | 10091700610003 | Ladda upp en bild av detta fornminne |
| Fole 62:1    | Husgrund, förhistorisk/medeltida |              | Fole, Gotland       |       | 57.638432, 18.535569 | 11000000000759 | Ladda upp en bild av detta fornminne |
| Fole 62:2    | Husgrund, förhistorisk/medeltida |              | Fole, Gotland       |       | 57.638421, 18.536066 | 11000000000760 | Ladda upp en bild av detta fornminne |
| Fole 63:1    | Gravfält                         |              | Fole, Gotland       |       | 57.638895, 18.540801 | 10091700630001 | Ladda upp en bild av detta fornminne |
| Fole 65:1    | Gravfält                         |              | Fole, Gotland       |       | 57.639474, 18.547318 | 10091700650001 | Ladda upp en bild av detta fornminne |
| Fole 66:1    | Gravfält                         |              | Fole, Gotland       |       | 57.651056, 18.558043 | 10091700660001 | Ladda upp en bild av detta fornminne |
| Fole 67:1    | Stensättning                     |              | Fole, Gotland       |       | 57.650051, 18.557350 | 10091700670001 | Ladda upp en bild av detta fornminne |
| Fole 68:1    | Gravfält                         |              | Fole, Gotland       |       | 57.651681, 18.560940 | 10091700680001 | Ladda upp en bild av detta fornminne |
| Fole 68:2    | Röse                             |              | Fole, Gotland       |       | 57.651393, 18.559721 | 10091700680002 | Ladda upp en bild av detta fornminne |
| Fole 70:1    | Röse                             |              | Fole, Gotland       |       | 57.652911, 18.559413 | 10091700700001 | Ladda upp en bild av detta fornminne |
| Fole 71:1    | Röse                             |              | Fole, Gotland       |       | 57.652711, 18.557857 | 10091700710001 | Ladda upp en bild av detta fornminne |
| Fole 71:2    | Stensättning                     |              | Fole, Gotland       |       | 57.652619, 18.557219 | 10091700710002 | Ladda upp en bild av detta fornminne |
| Fole 72:1    | Röse                             |              | Fole, Gotland       |       | 57.656785, 18.559089 | 10091700720001 | Ladda upp en bild av detta fornminne |
| Fole 73:1    | Stensättning                     |              | Fole, Gotland       |       | 57.657173, 18.558840 | 10091700730001 | Ladda upp en bild av detta fornminne |
| Fole 74:1    | Stensättning                     |              | Fole, Gotland       |       | 57.649746, 18.556886 | 10091700740001 | Ladda upp en bild av detta fornminne |
| Fole 76:1    | Husgrund, förhistorisk/medeltida |              | Fole, Gotland       |       | 57.646924, 18.572829 | 10091700760001 | Ladda upp en bild av detta fornminne |
| Fole 77:1    | Fornborg                         |              | Fole, Gotland       |       | 57.650475, 18.573356 | 10091700770001 | Ladda upp en bild av detta fornminne |
| Fole 91:1    | Röse                             |              | Fole, Gotland       |       | 57.649493, 18.493553 | 10091700910001 | Ladda upp en bild av detta fornminne |
| Fole 92:1    | Gravfält                         |              | Fole, Gotland       |       | 57.649527, 18.492902 | 10091700920001 | Ladda upp en bild av detta fornminne |
| Fole 96:1    | Gravfält                         |              | Fole, Gotland       |       | 57.651392, 18.491444 | 10091700960001 | Ladda upp en bild av detta fornminne |
| Fole 105:1   | Stensättning                     |              | Fole, Gotland       |       | 57.668156, 18.569207 | 10091701050001 | Ladda upp en bild av detta fornminne |
| Fole 106:1   | Stensättning                     |              | Fole, Gotland       |       | 57.668090, 18.570768 | 10091701060001 | Ladda upp en bild av detta fornminne |
| Fole 113:1   | Stensättning                     |              | Fole, Gotland       |       | 57.639173, 18.522711 | 10091701130001 | Ladda upp en bild av detta fornminne |
| Fole 116:1   | Hällristning                     |              | Fole, Gotland       |       | 57.640660, 18.527197 | 11100000000488 | Ladda upp en bild av detta fornminne |
| Fole 116:2   | Hällristning                     |              | Fole, Gotland       |       | 57.640729, 18.527134 | 11100000000489 | Ladda upp en bild av detta fornminne |
| Fole 121:1   | Gravfält                         |              | Fole, Gotland       |       | 57.640521, 18.547592 | 10091701210001 | Ladda upp en bild av detta fornminne |
| Fole 123:1   | Stensättning                     |              | Fole, Gotland       |       | 57.635458, 18.516031 | 10091701230001 | Ladda upp en bild av detta fornminne |
| Fole 123:2   | Stensättning                     |              | Fole, Gotland       |       | 57.635252, 18.515894 | 10091701230002 | Ladda upp en bild av detta fornminne |
| Fole 124:1   | Stensättning                     |              | Fole, Gotland       |       | 57.633672, 18.511798 | 10091701240001 | Ladda upp en bild av detta fornminne |
| Fole 127:1   | Stensättning                     |              | Fole, Gotland       |       | 57.624985, 18.513967 | 10091701270001 | Ladda upp en bild av detta fornminne |
| Fole 131:1   | Grav markerad av sten/block      |              | Fole, Gotland       |       | 57.643679, 18.562100 | 10091701310001 | Ladda upp en bild av detta fornminne |
| Fole 134:1   | Stensättning                     |              | Fole, Gotland       |       | 57.652728, 18.549859 | 10091701340001 | Ladda upp en bild av detta fornminne |
| Fole 135:1   | Röse                             |              | Fole, Gotland       |       | 57.655756, 18.564866 | 10091701350001 | Ladda upp en bild av detta fornminne |
| Fole 136:1   | Röse                             |              | Fole, Gotland       |       | 57.654941, 18.558782 | 10091701360001 | Ladda upp en bild av detta fornminne |
| Fole 136:2   | Röse                             |              | Fole, Gotland       |       | 57.654608, 18.558978 | 10091701360002 | Ladda upp en bild av detta fornminne |
| Fole 136:3   | Röse                             |              | Fole, Gotland       |       | 57.654685, 18.559145 | 10091701360003 | Ladda upp en bild av detta fornminne |
| Fole 137:1   | Röse                             |              | Fole, Gotland       |       | 57.656519, 18.558250 | 10091701370001 | Ladda upp en bild av detta fornminne |
| Fole 137:2   | Stensättning                     |              | Fole, Gotland       |       | 57.656146, 18.558045 | 10091701370002 | Ladda upp en bild av detta fornminne |
| Fole 144:1   | Hällristning                     |              | Fole, Gotland       |       | 57.654429, 18.568598 | 11100000000490 | Ladda upp en bild av detta fornminne |
| Fole 145:1   | Stensättning                     |              | Fole, Gotland       |       | 57.654515, 18.527059 | 10091701450001 | Ladda upp en bild av detta fornminne |
| Fole 145:2   | Stensättning                     |              | Fole, Gotland       |       | 57.654559, 18.526770 | 10091701450002 | Ladda upp en bild av detta fornminne |
| Fole 154:1   | Stensättning                     |              | Fole, Gotland       |       | 57.667685, 18.566612 | 10091701540001 | Ladda upp en bild av detta fornminne |
| Fole 155:1   | Stensättning                     |              | Fole, Gotland       |       | 57.666964, 18.566494 | 10091701550001 | Ladda upp en bild av detta fornminne |
| Fole 160:1   | Hällristning                     |              | Fole, Gotland       |       | 57.655549, 18.570183 | 11100000000571 | Ladda upp en bild av detta fornminne |
| Fole 161:1   | Stenkrets                        |              | Fole, Gotland       |       | 57.669285, 18.583324 | 10091701610001 | Ladda upp en bild av detta fornminne |
| Fole 163:1   | Stensättning                     |              | Fole, Gotland       |       | 57.666627, 18.611062 | 10091701630001 | Ladda upp en bild av detta fornminne |
| Fole 164:1   | Stensättning                     |              | Fole, Gotland       |       | 57.662651, 18.605418 | 10091701640001 | Ladda upp en bild av detta fornminne |
| Fole 166:1   | Stensättning                     |              | Fole, Gotland       |       | 57.664414, 18.599791 | 10091701660001 | Ladda upp en bild av detta fornminne |
| Fole 172:1   | Gravfält                         |              | Fole, Gotland       |       | 57.661753, 18.576985 | 10091701720001 | Ladda upp en bild av detta fornminne |
| Hejnum 221:3 | Husgrund, förhistorisk/medeltida |              | Fole, Gotland       |       | 57.649372, 18.590958 | 10093602210003 | Ladda upp en bild av detta fornminne |